# Kosztolányi Dezső tér
A Kosztolányi Dezső tér Budapest XI. kerülete, azon belül a Szentimreváros egyik forgalmas körtere a Bartók Béla út és a Bocskai út kereszteződésében. Fontos szerepe van a közösségi közlekedésben. A 4-es metró 2014-es megindulásáig jelentős autóbusz csomópont is volt. 1963-1999 között a tér déli kanyarulatánál található Bukarest utcában működött a Kelenföld autóbusz-állomás. A felhagyott buszállomás épületében 2005-ben kávézó nyílt.

## Fekvése
Határai: Edömér utca 1. és 2., Bocskai út 30. és 31., Bartók Béla út 69. és 86., Bukarest utca 1. és 2., Bocskai út 28. és 29.

## Nevezetességei
- Budai Parkszínpad
- Feneketlen-tó

## Elnevezése
1931-től Lenke térnek nevezték, 1947 óta viseli Kosztolányi Dezső nevét.

## Megközelítése
Közösségi közlekedéssel:
- Autóbusz:  7, 53, 58, 114, 150, 153, 154, 212, 212A, 212B, 213, 214, 240
- Villamos:  19, 49
- Éjszakai autóbuszjárat:  907, 908, 908A, 918, 940, 941, 972, 972B

## A tér épületei
- Kosztolányi Dezső tér 4. – Bocskai út 29., »Gellért-udvar«, Fővárosi Alkalmazottak Nemzeti Szövetségének szövetkezeti társasháza, (Martonosi) Baráth Lajos, 1931
- Kosztolányi Dezső tér 5. – Bartók Béla út 69. – Bocskai út 30–32., Stílus Építő Rt. lakóháza, Porgesz József, 1926–1927
- Kosztolányi Dezső tér 6. (Bartók Béla út 86. – Ulászló utca 35. – Bukarest utca 1.), Porgesz József, 1926 körül
- Kosztolányi Dezső tér 7. – Bukarest utca 2. – Ulászló utca 33., Porgesz József, 1927 körül
- Kosztolányi Dezső tér 8., Tiefenbäck József, 1938
- Kosztolányi Dezső tér 9., Asztalos Béla, 1935
- Kosztolányi Dezső tér 10., (?) Dávid Károly, 1932
- Kosztolányi Dezső tér 12. – Bartók Béla út – Bocskai út, Fischer József és Detoma Alfonz, 1908 körül

## Galéria

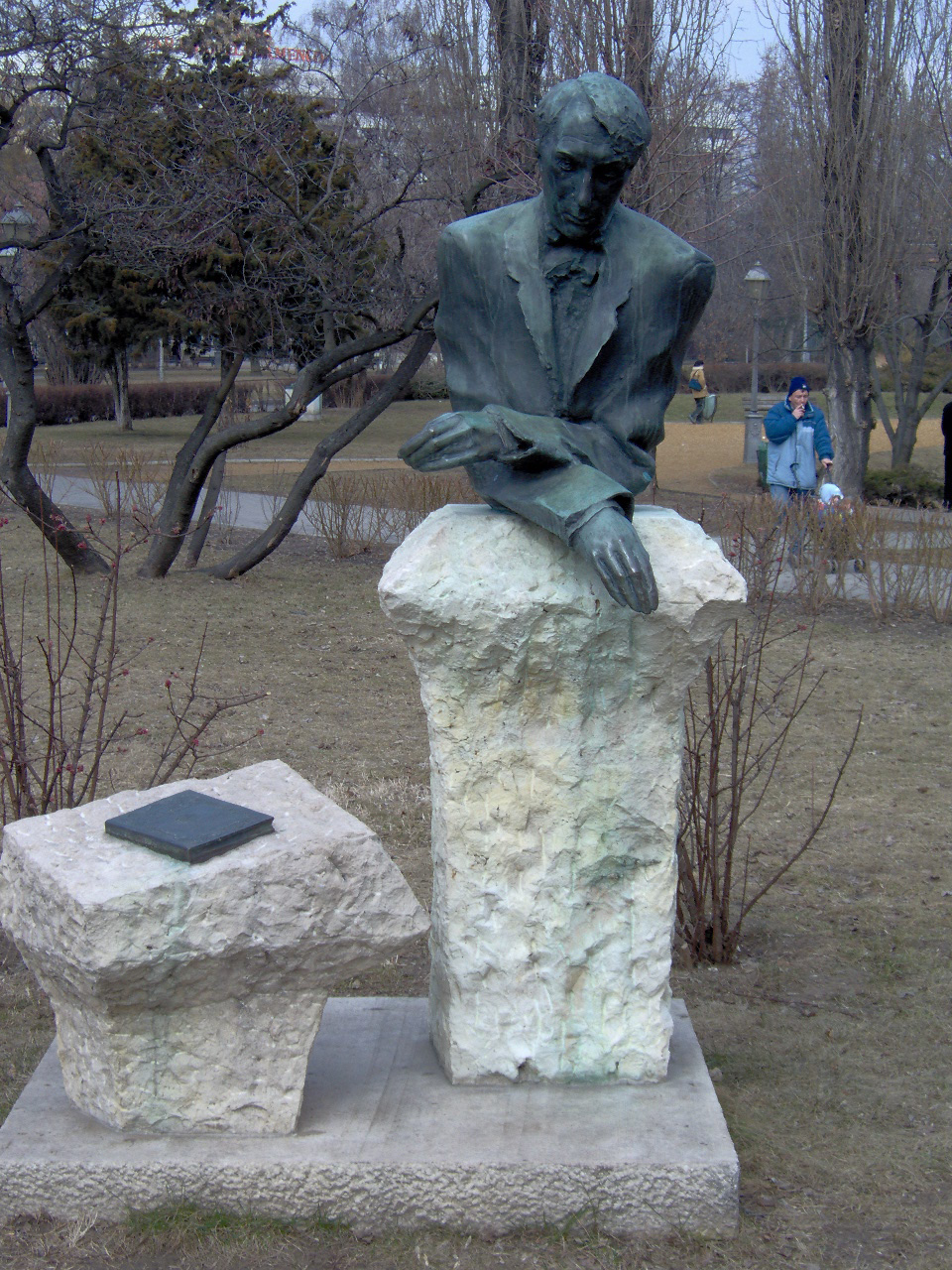
Kosztolányi Dezső szobra, Borbás Tibor alkotása (1979)
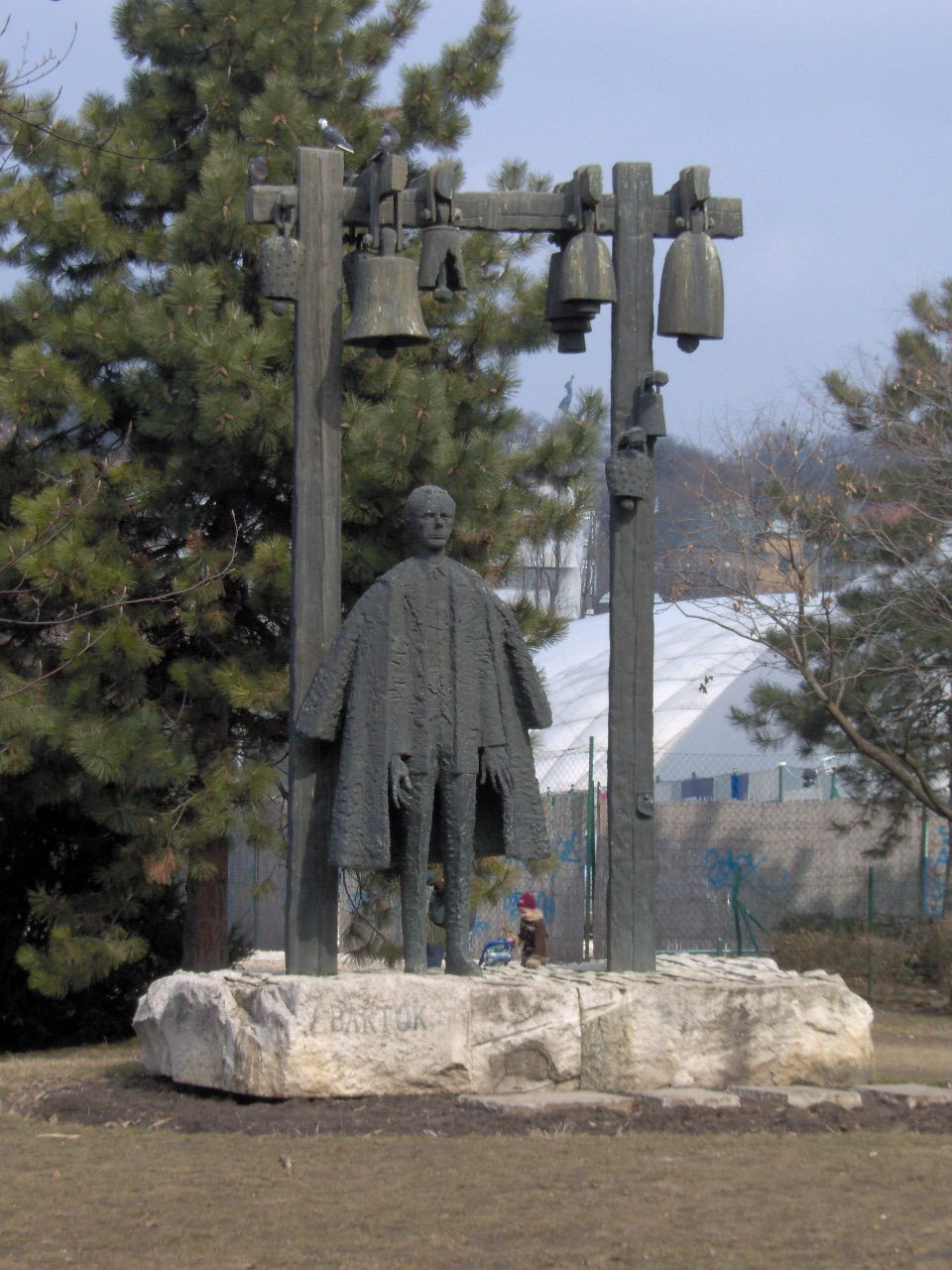
Bartók Béla szobra (Somogyi József, 1981)
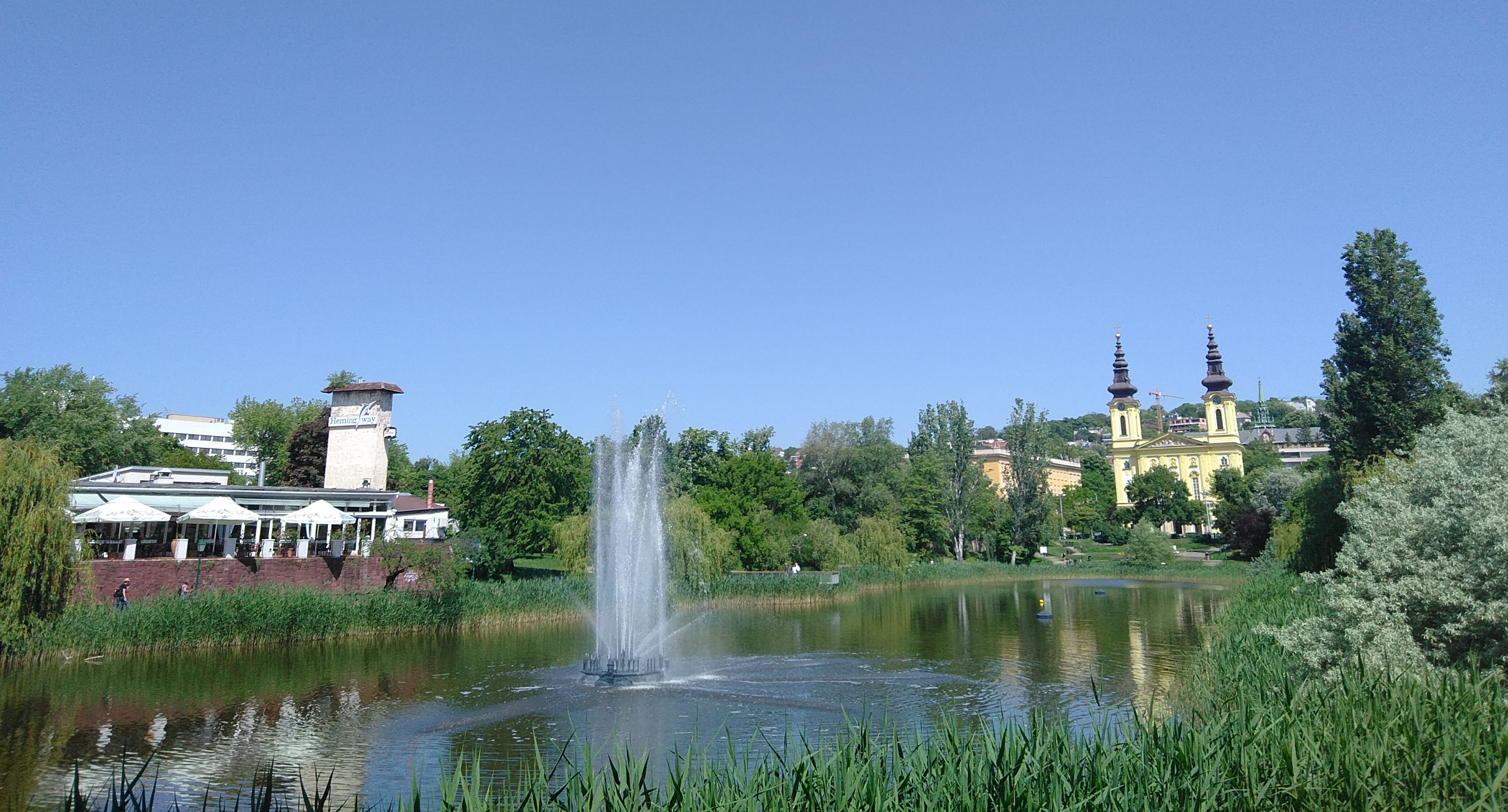
A Feneketlen-tó mögött a Villányi úton a Szent Imre templom áll
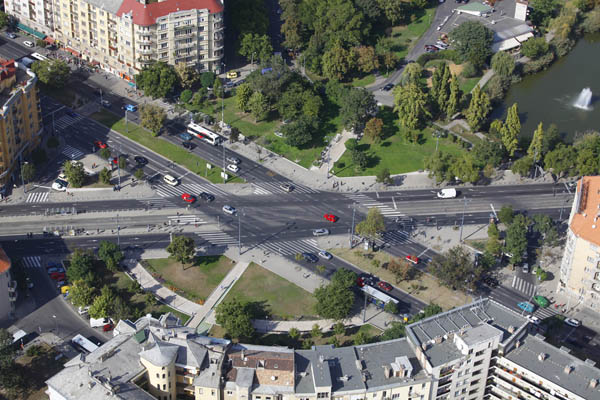
Kosztolányi Dezső tér légi fotón
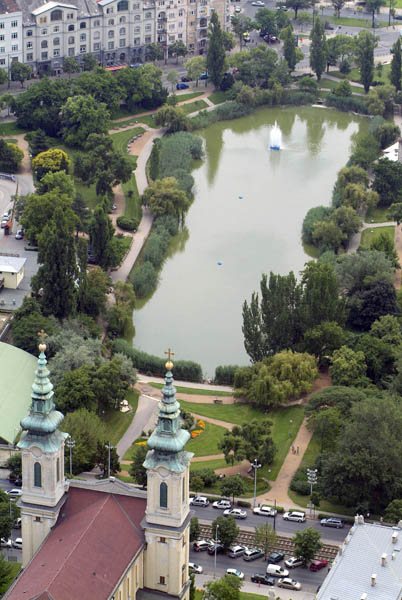
Feneketlen-tó légi felvételen

## Külső hivatkozások
- A Kosztolányi Dezső tér leírása (BudapestCity.org) Archiválva 2012. augusztus 28-i dátummal a Wayback Machine-ben